# Ultimate aux Jeux mondiaux
L’ultimate est présent aux Jeux mondiaux depuis 2001. Seuls les participants de la catégorie mixte sont représentés. L’ultimate est en démonstration aux Jeux mondiaux de 1989 à Karlsruhe en Allemagne.

## Palmarès

### Mixte
| Année | Médaille d’or | Médaille d’argent | Médaille de bronze | Site                    |
| ----- | ------------- | ----------------- | ------------------ | ----------------------- |
| 2001  | Canada        | États-Unis        | Japon              | Akita (Japon)           |
| 2005  | États-Unis    | Australie         | Canada             | Duisbourg (Allemagne)   |
| 2009  | États-Unis    | Japon             | Australie          | Kaohsiung (Taïwan)      |
| 2013  | États-Unis    | Australie         | Canada             | Cali (Colombie)         |
| 2017  | États-Unis    | Colombie          | Canada             | Wrocław (Pologne)       |
| 2022  | États-Unis    | Australie         | Colombie           | Birmingham (États-Unis) |

## Bilan par nation
| Rang | Nation     | Or | Argent | Bronze | Total |
| ---- | ---------- | -- | ------ | ------ | ----- |
| 1    | États-Unis | 2  | 1      | 0      | 3     |
| 2    | Canada     | 1  | 0      | 1      | 2     |
| 3    | Australie  | 0  | 1      | 1      | 2     |
| 4    | Japon      | 0  | 1      | 1      | 2     |